# Il profumo della papaya verde
Il profumo della papaya verde è un film del 1992 scritto e diretto da Anh Hung Tran, candidato all'Oscar al miglior film straniero.
Presentato nella sezione Un Certain Regard del Festival di Cannes 1993, vinse la Caméra d'or per la miglior opera prima.

## Trama
Saigon, 1951. Mui, una bambina di 10 anni giunge dalla campagna per fare la cameriera in una famiglia benestante di città. In questa casa impara a cucinare e a svolgere i vari mestieri accanto alla serva più anziana e più esperta Ti.
La padrona, che gestisce un negozio di stoffe, è inquieta perché il marito è frequentemente assente, e da sola deve accudire ai figli (un figlio maggiore, due figli più piccoli, di cui uno insopportabile che sfoga il suo malessere facendo dispetti a Mui) e alla madre del marito, che vive al piano superiore chiusa nei suoi ricordi e rancorosa nei confronti della nuora a cui rimprovera di non far felice il figlio.
Inoltre soffre profondamente per un grave lutto: la figlia Tô è morta sette anni prima, e le pare di rivederla nella dolce Mui della stessa età. Quando il marito parte per l'ultima volta, prende tutti i soldi della famiglia. Ritorna malato e muore poco dopo.
Dieci anni dopo, 1961. La padrona, ancora in ristrettezze economiche, pressata dalla nuora, accetta di mandare Mui, ormai ventenne, a lavorare da Khuyén, un pianista, amico del figlio maggiore. Il giovane è fidanzato, ma il rapporto con la promessa sposa si va logorando e la silenziosa presenza di Mui diventa sempre più importante per lui. Le insegna a leggere e a scrivere e infine la sposa.

## Riprese
Il film è stato girato in studio: il regista ha cercato di ricreare la grande casa vietnamita, i suoi spazi, i vicoli e i negozi confinanti, così come vengono filtrati dalla memoria e dalla nostalgia.

## Titolo
(Tran Anh Hung)
La papaya è un legume e un frutto: quando è ancora verde è considerata un legume, quando è matura è considerata un frutto. Questo spiega perché l'albero è sempre dietro la cucina, nell'orto, e non tra gli alberi da giardino. È l'immagine della giovane Mui che crescerà nel cortile della casa della padrona, imparando a servire.
Il titolo del film evoca anche i rituali culinari che accompagnano la preparazione della papaya. L'odore della papaya risveglia i ricordi dell'infanzia, la nostalgia e il calore della casa e fa riferimento al mondo femminile, all'affetto materno, ai gesti del lavoro quotidiano delle donne.

## Temi
La storia ripercorre la traiettoria lenta della maturazione di Mui, dall'infanzia all'età adulta e dalla servitù all'uguaglianza. Tra le varie tematiche trattate si segnalano:
- la servitù
- la crisi della famiglia
- la condizione femminile
- l'osservazione della natura: piante, insetti, fiori, foglie
- il desiderio e l'amore

### Il rapporto con la natura
Mui è in armonia con le cose, gli animali, gli elementi; tutti i movimenti del suo corpo sono in ritmo con la natura. Tutto ciò che è intorno a lei, persone, animali, vegetali, minerali, oggetti, sembra trasmetterle una forza vitale. E trova in qualche modo nella natura un rifugio.

### La simbologia della gabbia
- Mui alleva un grillo in una gabbietta di giunco.
- Quando entra per la prima volta nella casa dove andrà a servire pare entrare in una prigione verde e un po' buia.
- L'ultima inquadratura la mostra signora fiorente, orgogliosa della gravidanza, con un abito giallo di seta, sullo sfondo arancio delle composizioni floreali che decorano la sua nuova casa: una gabbia d'oro dove lei regna con Khuyên.[4]

### Riferimenti storici
- la guerra d’Indocina dei primi anni Cinquanta
- la guerra del Vietnam dei primi anni Sessanta

Accenni al coprifuoco, rombo di elicotteri ed aerei: sono le sole tracce della guerra che penetrano nel film ma sono sufficienti a far sentire quanto siano illusori e precari la calma e l'equilibrio che i protagonisti si sforzano di dare alle loro vite. 

## Tecnica cinematografica
Il regista ha imparato molto dal maestro giapponese Ozu; 
la scenografia è ricercata, viene fatto un largo uso di carrellate laterali e di piani sequenza, si dà molto valore ai dettagli che esaltano la poesia dei particolari e degli oggetti; spesso l'inquadratura presenta una cornice nella cornice, lo sguardo filtra attraverso porte, finestre, griglie, fori. Il ritmo è lento e contemplativo.

## Riconoscimenti
- 1993 - Festival di Cannes
  - Caméra d'or
- 1994 - Premio César
  - Miglior opera prima